# Прокладка головки блока

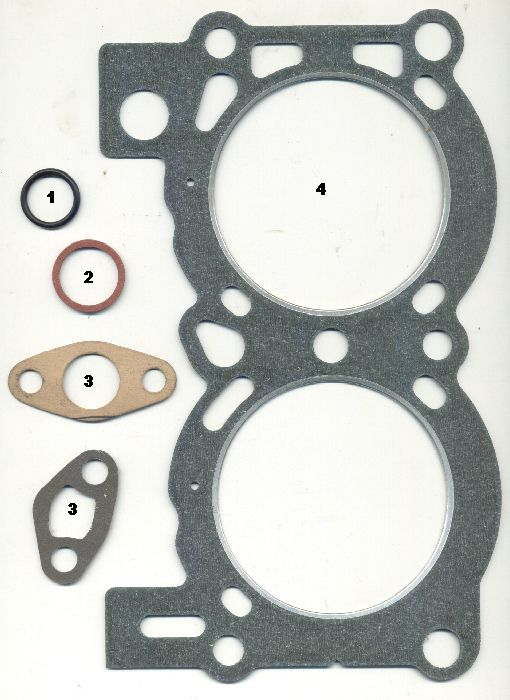
Типы прокладок. Под № 4 — прокладка головки блока

Прокладка головки блока — деталь двигателя внутреннего сгорания, устанавливаемая между блоком цилиндров и головкой блока цилиндров. Функцией этой детали является предотвращение утечки газов из камеры сгорания, а также масла и охлаждающей жидкости из каналов, соединяющих упомянутые массивные детали.

## Типы прокладок
- Многослойная стальная[2] . Содержит от 2 до 5 (обычно трёх) тонких стальных слоёв, прослоенных эластомером. Лицевые поверхности имеют дополнительно нанесённые силиконом окантовки каналов.
- Сплошные медные. Отличаются чрезвычайно высокой надёжностью, применяются на машинах особого назначения.
- Композитные (устаревшая технология). Обычно построены на асбесто-графитовой основе. Газовый стык имеет стальные кольца, ходы герметиком не окантованы[3].
- Эластомерные. Имеют стальную основу, на которой с обеих сторон нанесён пластичный материал. Газовый стык имеет стальные кольца, ходы окантованы силиконовым герметиком (обычно красного цвета).

Цена самой заменяемой прокладки не особенно велика, но стоимость её замены значительно выше, потому что около 75 % времени ремонта расходуется на снятие и установку головки блока, чтобы освободить прокладку. Однако несвоевременная замена пробитой прокладки может серьёзно повредить двигатель.

## Неисправности
В обычном 4-тактном двигателе с жидкостным охлаждением имеются три основных контура:
- Рабочее тело (топливо-воздушная смесь, воздух, или продукты сгорания);
- Охлаждающая жидкость, обычно на основе этиленгликоля;
- Моторное масло для смазывания двигателя.

Все они необходимы, но не должны смешиваться между собой. Поэтому кроме уплотнения цилиндра прокладка также предотвращает утечку жидкостей, их смешивание между собой, и прорыв газов в рубашку. Достаточно одного разрушенного контура, чтобы двигатель быстро вышел из строя. Определение поломки иногда вызывает трудности, так как пробой развивается постепенно, и компрессия может сохраниться прежней.
Синий дым указывает на потерю масла, белый — на пробитие контура охлаждения. Потеря формы прокладки под давлением газов чаще происходит в двигателях с алюминиевой головкой блока. Алюминиевые сплавы сильнее расширяются и сжимаются, чем чугун, и потому усилие прижима меняется. Пробитие прокладки при этом происходит на холодном двигателе, когда прижим меньше всего. Именно поэтому рекомендуется прогревать двигатель перед началом движения.
Пробитие прокладки обычно вызывает попадание газов в систему охлаждения, что сразу увеличивает там давление. Циркулирующий антифриз насыщается пузырьками газа, и его начинает выбрасывать из расширительного бачка. Однако это бывает также при отказе термостата или других неисправностях системы охлаждения. Но при попадании охлаждающей жидкости в масляный поддон образуется белая эмульсия, являющаяся признаком пробитой прокладки.

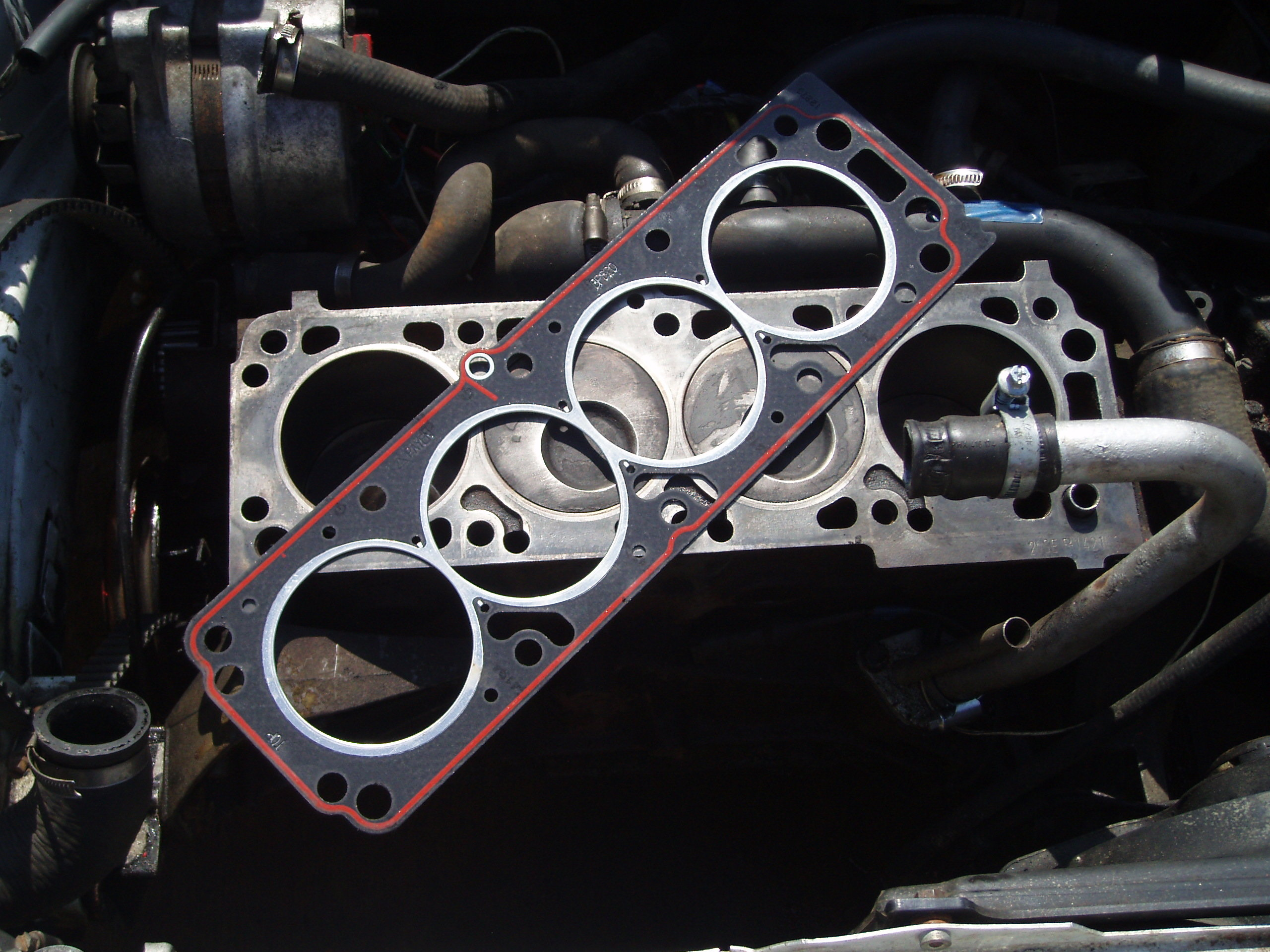
Замена прокладки головки на 4-цилиндровом моторе
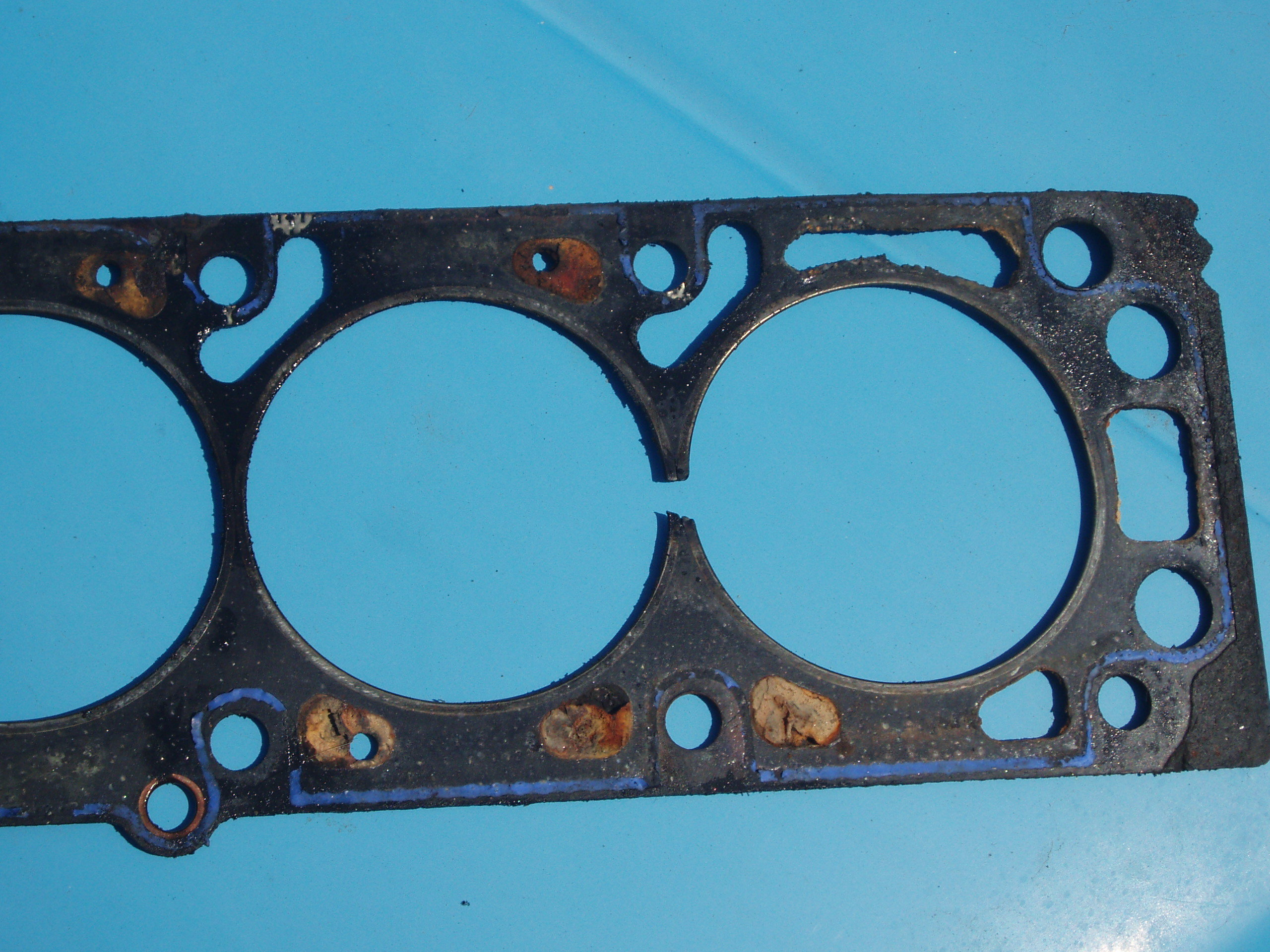
Пробитая прокладка головки